# China Southwest Airlines
La China Southwest Airlines (CSWA, (中国 西南 航空公司 o 中國 西南 航空公司S, Zhōngguó Xīnán Hángkōng GōngsīP) era una compagnia aerea con sede nella proprietà dell'aeroporto di Shuangliu nella contea di Shuangliu, presso Chengdu, provincia di Sichuan, Repubblica Popolare Cinese. Il 28 ottobre 2002 la China Southwest Airlines venne fusa nell'Air China.

## Destinazioni
Lo hub principale della China Southwest Airlines era a Chengdu Shuangliu, nella provincia di Sichuan, e il suo hub secondario era posto a Chongqing. Era l'unica compagnia aerea che volava a Lhasa fino al 2002. Sebbene la maggior parte delle rotte dai suoi hub di Chengdu e Chongqing fossero interne, volava anche a Bangkok, Chiangmai, Kathmandu, Kuala Lumpur, Singapore, Osaka e Seul.

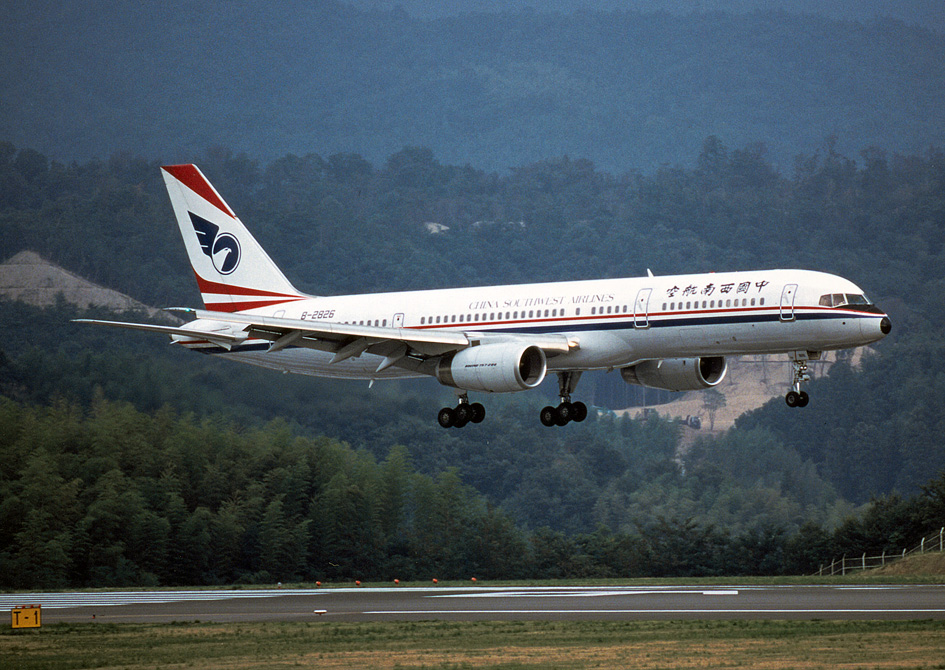
Un Boeing 757 della China Southwest in fase di atterraggio nel 1994.

## Flotta
China Southwest Airlines gestiva una flotta di Boeing 737-300, 737-600 e 737-800, Boeing 757-200 e Airbus A340-300. In precedenza aveva operato con altri velivoli, tra cui l'Ilyushin Il-18D, il Tupolev Tu-154 e il Boeing 707.

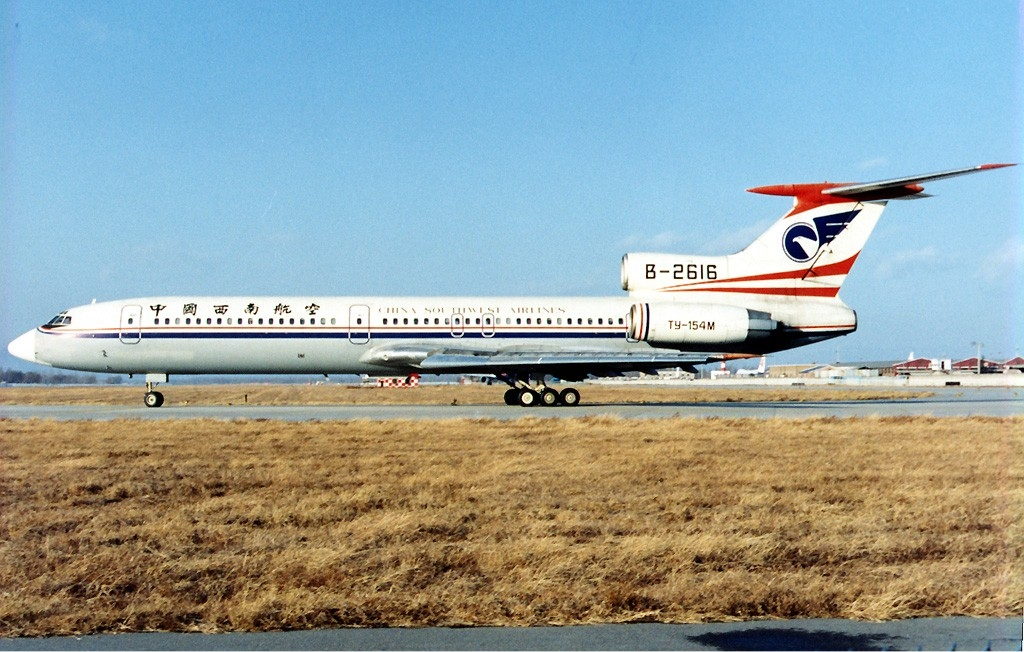
Un Tupolev Tu-154 parcheggiato nell'aeroporto di Pechino-Capitale il 14 dicembre 1995.

## Incidenti
- Il 18 gennaio 1988 il volo China Southwest Airlines 4146, un Ilyushin 18D, si schiantò durante l'avvicinamento all'aeroporto di Chongqing. Morirono tutte le 108 persone a bordo.
- Il 2 ottobre 1990, atterrando all'aeroporto di Canton-Baiyun, un 737 dirottato della Xiamen Airlines (operato come volo Xiamen Airlines 8301) colpì lateralmente un Boeing 707 della China Southwest Airlines, volo 2402, prima di schiantarsi contro un terzo aereo (757) della China Southern Airlines, volo 2812. Fortunatamente i passeggeri del 707 erano già sbarcati tutti e a bordo era rimasto soltanto il comandante, che riportò solo delle ferite lievi.
- Il 24 febbraio 1999, il volo China Southwest Airlines 4509, un Tupolev Tu-154, si schiantò in un campo mentre si avvicinava all'aeroporto di Wenzhou-Longwan, uccidendo tutti i 61 passeggeri e membri dell'equipaggio a bordo, e portando al ritiro di tutta la flotta Tu-154 della Cina sud-occidentale.